# Campoa
Campoa — рід грибів родини Parmulariaceae. Назва вперше опублікована 1921 року.

## Класифікація
До роду Campoa відносять 5 видів:
- Campoa apoensis
- Campoa granulosa
- Campoa hypocreoidea
- Campoa pulcherrima
- Campoa thujopsidis